# جامعة لوليا للتكنولوجيا
جامعة لوليا للتكنولوجيا (بالإنجليزية: Luleå University of Technology) هي جامعة عامة في السويد تأسست عام 1971. في عام 1997 ، تم منحها وضع الجامعة من قبل الحكومة السويدية ، ومنذ ذلك الحين تُعرف باسم جامعة لوليا للتكنولوجيا.

## إحصائيات
يبلغ عدد طلاب الجامعة 17000 طالب.

## وصلات خارجية
- الموقع الإلكتروني